# Kościół Wniebowzięcia Najświętszej Maryi Panny w Biestrzykowicach
Kościół Wniebowzięcia Najświętszej Maryi Panny – rzymskokatolicki kościół parafialny w Biestrzykowicach. Świątynia należy do parafii Wniebowzięcia Najświętszej Maryi Panny w Biestrzykowicach, w dekanacie Namysłów zachód, archidiecezji wrocławskiej. 
4 lutego 1966 roku kościół został wpisany do Rejestru zabytków województwa opolskiego pod numerem 1101/66.

## Historia
Jest to budowla wzniesiona w 1639 roku. Początkowo należała do protestantów a od 1654 roku stał się kościołem katolickim. W 1838 roku została rozebrana drewniana wieża, którą zastąpiono w 1839 roku murowaną. Świątynia była remontowana w 1888 roku i latach 1915. W nocy z 20 na 21 października 1991 roku dach świątyni i część wyposażenia wnętrza zostały zniszczone przez pożar. Budowla została odremontowana w 1993 roku. W tym samym roku została ponownie konsekrowana przez kardynała Henryka Gulbinowicza, ówczesnego metropolitę wrocławskiego.

## Architektura i wnętrze
Jest to jednonawowa, orientowana, drewniana świątynia, o konstrukcji słupowo – ramowej. Kościół posiada prezbiterium mniejsze w stosunku do nawy, zamknięte trójbocznie z murowaną boczną piętrową zakrystią. Murowana wieża wzniesiona na planie kwadratu znajduje się od frontu. Jest ona zwieńczona dachem piramidalnym wykonanym z blachy. Dach świątyni jest dwukalenicowy, nakryty blachą. Wnętrze jest otynkowane i nakryte stropem płaskim. Polichromia wykonana w 1918 roku przez Leszczyńskiego została zniszczona. Chór muzyczny posiada barokowy prospekt organowy z XVIII wieku. Ambona powstała w połowie XVII wieku. Chrzcielnica pochodzi z połowy XVIII wieku. Zachowała się płyta nagrobna Ewy Poser z 1611 roku z podobizną zmarłej, której fundatorem jest syn zmarłej Daniel Poser. Na płycie znajduje się płaskorzeźba zmarłej oraz cztery kartusze herbowe. Przed kościołem na kolumnach umieszczone zostały figury Matki Boskiej i św. Józefa.